# Кафестол
Кафестол — дітерпенова молекула, що міститься в каві.
Coffea arabica містить у собі приблизно 0,6 % кафестолу по масі. В найбільших кількостях кафестол міститься в нефільтрованних кавових напоях, таких як френч-прес, турецька кава. У фільтрованих напоях присутній у незначних кількостях.
Дослідження показують, що регулярне споживання вареної кави збільшує рівень холестерину в крові на 8 % у чоловіків і на 10 % у жінок.
Кафестол показав антиканцерогенні властивості на експериментах з щурами.
Хімічна сполука також було відмічено у придушенні розвитку хвороби Паркінсона.